# Echinarmadillidium fruxgalii
Echinarmadillidium fruxgalii là một loài chân đều trong họ Armadillidiidae. Loài này được Verhoeff miêu tả khoa học năm 1900.